# Белый день (праздник)

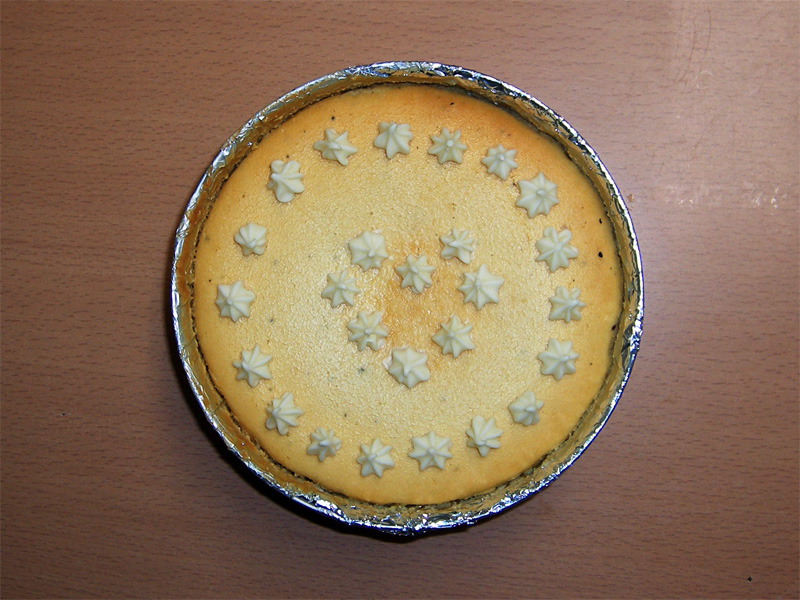
Чизкейк со звёздами из белого шоколада — вполне соответствующий подарок девушке на Белый день

Белый день (яп. ホワイトデー, также англ. Howaito day от англ. White day в японской транскрипции) — японский, корейский и тайваньский негосударственный праздник, отмечается ежегодно 14 марта, спустя месяц после Дня святого Валентина (14 февраля). В Белый день мужчины дарят женщинам подарки в благодарность за подарки на День святого Валентина.

## Происхождение
В 1965 году крупная японская кондитерская компания (Marshmallow company), производитель белого зефира, развернула рекламную кампанию, в которой призывала мужчин возместить своими зефирами подарки ко Дню святого Валентина. Так появился праздник День зефира или День маршмэллоу (от англ. Marshmallow Day), пришедшийся по вкусу японским женщинам. Впоследствии он был переименован в Белый день, так как список подарков был расширен шоколадом и прочими сладостями, и перенесён на 14 марта, ровно на месяц после Дня всех влюбленных — 14 февраля.
Традиция отмечать День святого Валентина в Японии появилась в 1958 году. Активно способствовали этому компании, производящие шоколад, так как основным элементом является дарение женщинами подарков — шоколада (Giri Choco от яп. 義理チョコ — обязательный шоколад для сотрудников, начальников и т. д., и Шоколад любви или Honmei Choco, от яп. 本命チョコ, для особого мужчины).
Поэтому появление Белого Дня, как дань Дню всех влюбленных, было активно принято и поддержано по коммерческим мотивам. В 1978 году, с началом производства в Японии белого шоколада, дарение зефира отошло на второй план. Постепенно стало популярно дарить не только сладости, но и другие подарки.

## Особенности
Традиционно, в Японии на День святого Валентина женщины дарят мужчинам подарки (обычно кондитерские изделия, шоколад, покупной или сделанный своими руками) в знак признательности  любви, тогда как в Белый день происходит обратное: мужчина, получивший 14 февраля в подарок гири-тёко, так называемый «шоколад из чувства долга», должен сделать ответный подарок. 
Традиционными подарками на Белый день являются печенье, белый шоколад, зефир или маршмэллоу, ювелирные изделия.